# Murtegel

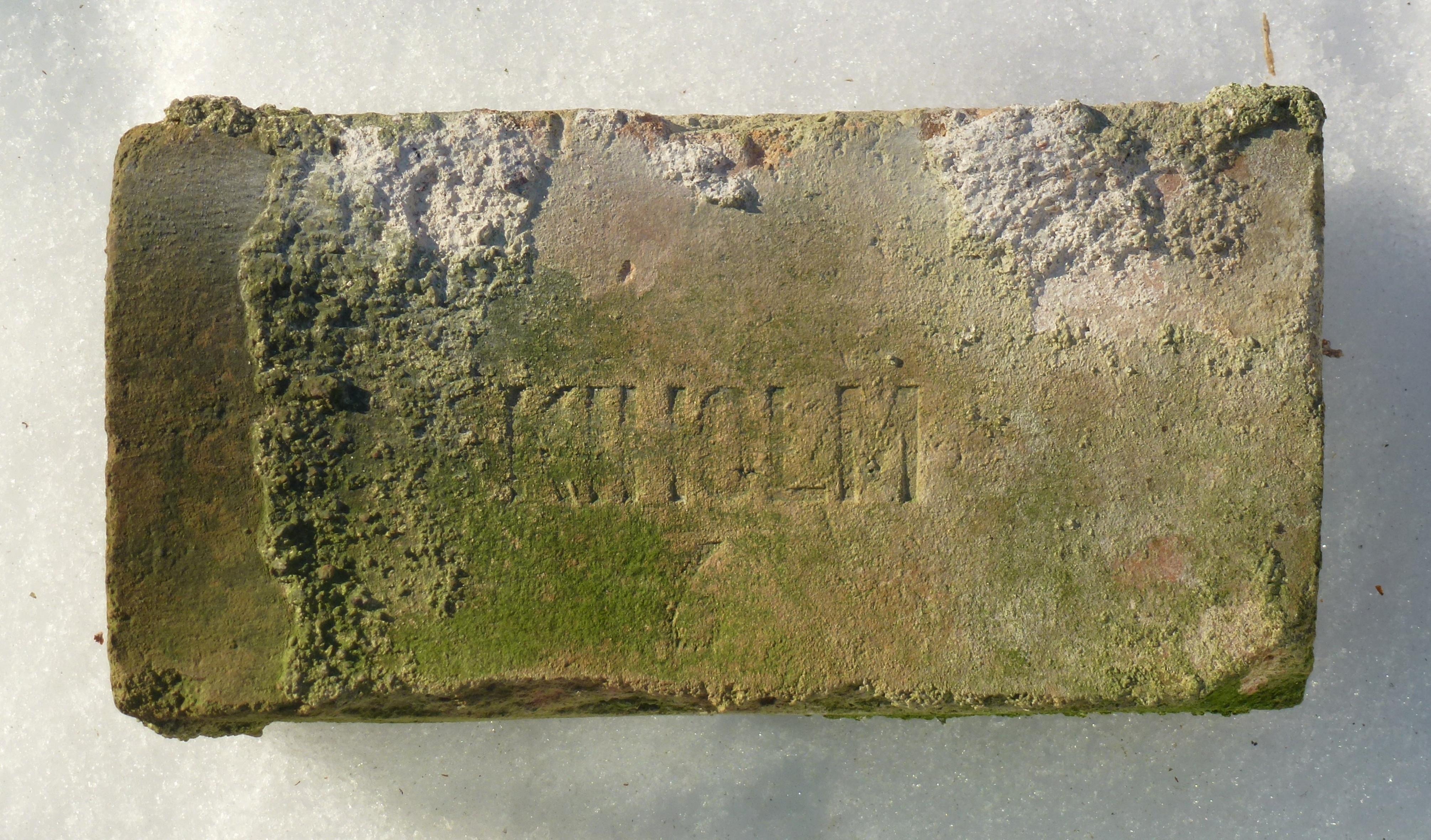
Fulltegel från Kiholms tegelbruk

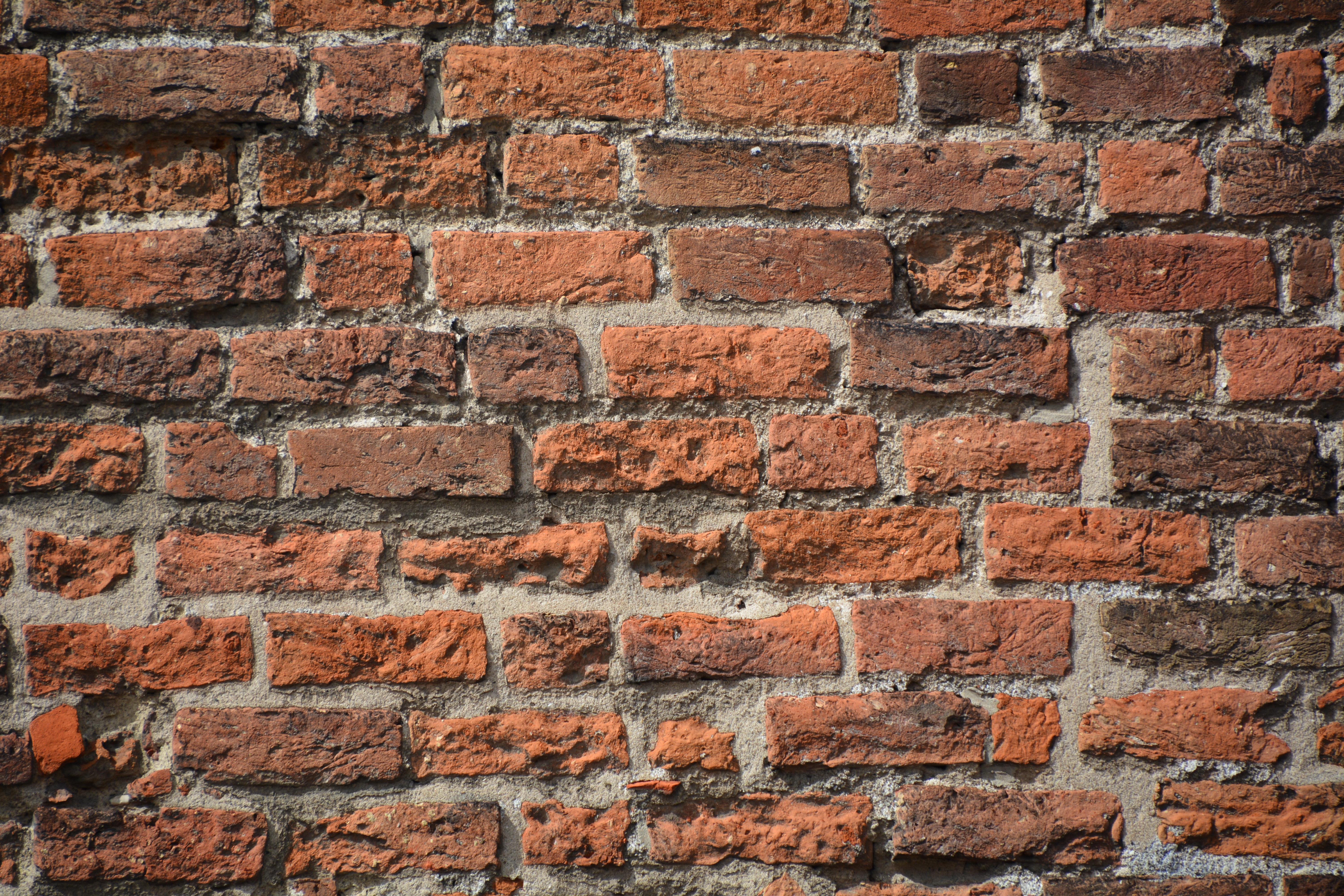
Tegelvägg från 1300-talet, Krognoshuset i Lund

Murtegel (tegelsten) är en byggnadssten, som används för konstruktion av byggnader och som tillverkas genom att vid hög temperatur (900-1100 °C) bränna lera.

## Exempel på tegeltyper

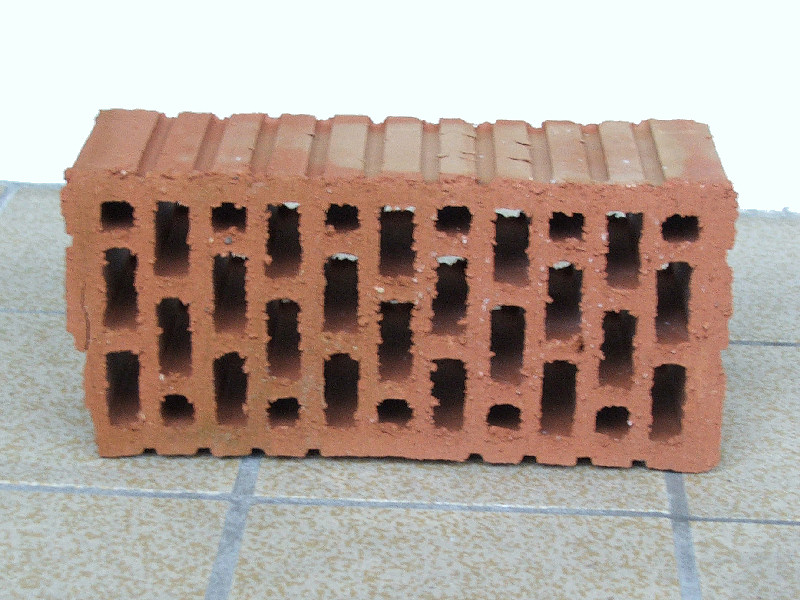
Håltegel av tyskt fabrikat.

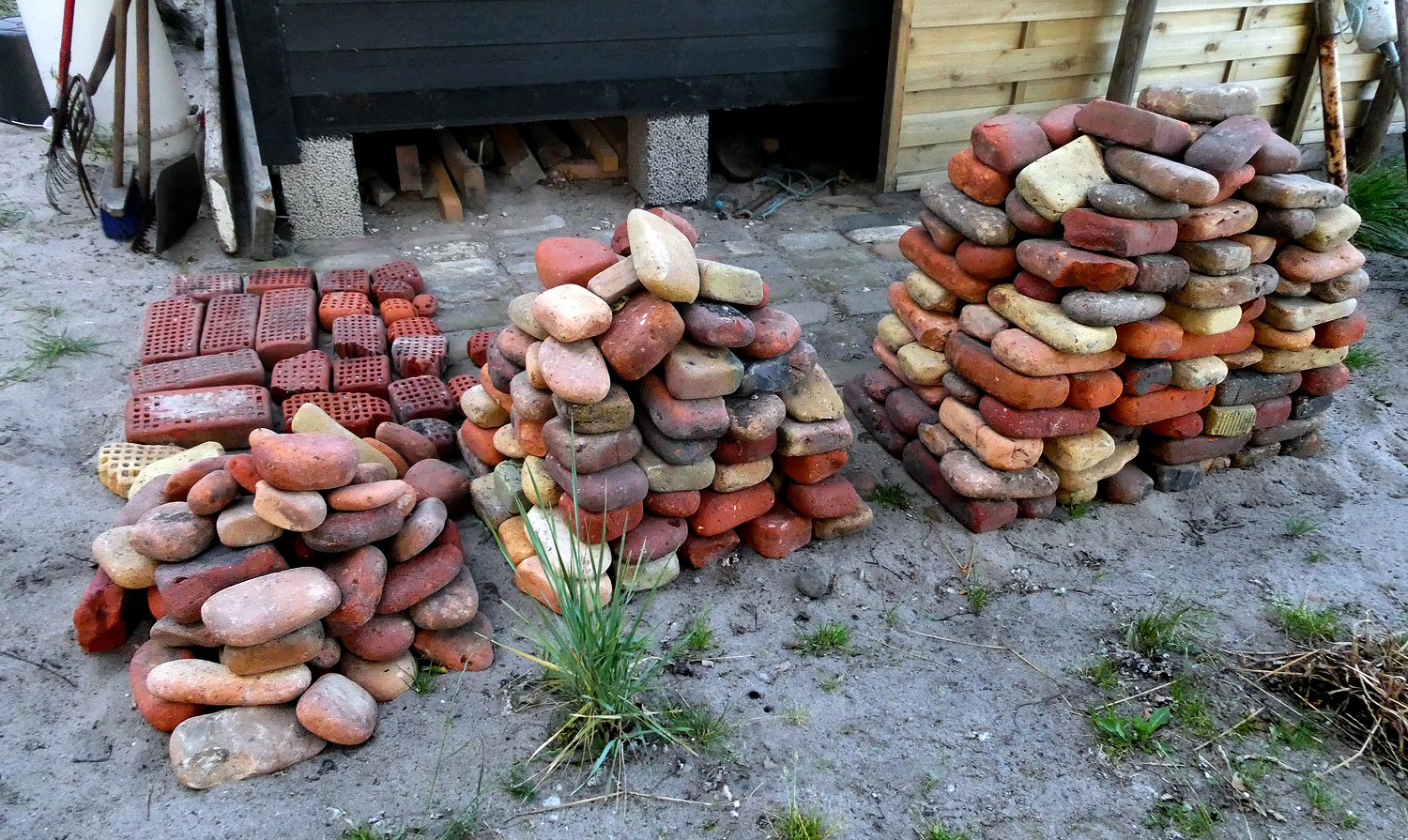
Murtegel i olika färger och fabrikat, under många år har havet slipat ner dem, slutligen uppsköljda på stranden vid "Världens ände" i Ystad.

- Obränt tegel (lersten) (består av torkad lera och eventuellt en inblandning av något armerande som tagel eller halm).
- Bränt tegel (består av lera och sand samt eventuella tillsatser).
- Fasadtegel
- Flamtegel (annan benämning på murtegel ej avsett för fasad)
- Förbländertegel (ett slags finare fasadtegel, som ofta är ihåligt.) Teglet har sintrad yta och används med fin kalkcementfog.
- Handslaget tegel
- Klinttegel
- Golvtegel
- Maskinslaget tegel
- Strängpressat tegel
- Fulltegel
- Håltegel
- Gittertegel (håltegel med rombiska hål, ofta med 38% luft)
- Eldfast tegel

Beroende på användningen är benämningen antingen murtegel eller fasadtegel.
Spåntegel har sämre hållfasthet (smular lätt sönder), lägre densitet men bättre isoleringsegenskaper än vanligt tegel. Spåntegel används där det inte utsätts för väder och vind. Exempel på användningsområden är ventilationskanaler för luft (ej heta rökgaser).

## Murförband
Murtegel görs med bestämda förhållanden mellan längd, bredd och tjocklek; vanligt murtegel ungefär 4:2:1. Stenarna kan då muras ihop på olika sätt i olika typer av murförband. Vid sättning av stenarna används murbruk och fogarna fylls sedan med särskilt fogbruk som kan ha olika färg beroende på vilket arkitektoniskt intryck som eftersträvas. Intrycket kan också varieras genom de olika murförband som kommer till användning.

## Historia

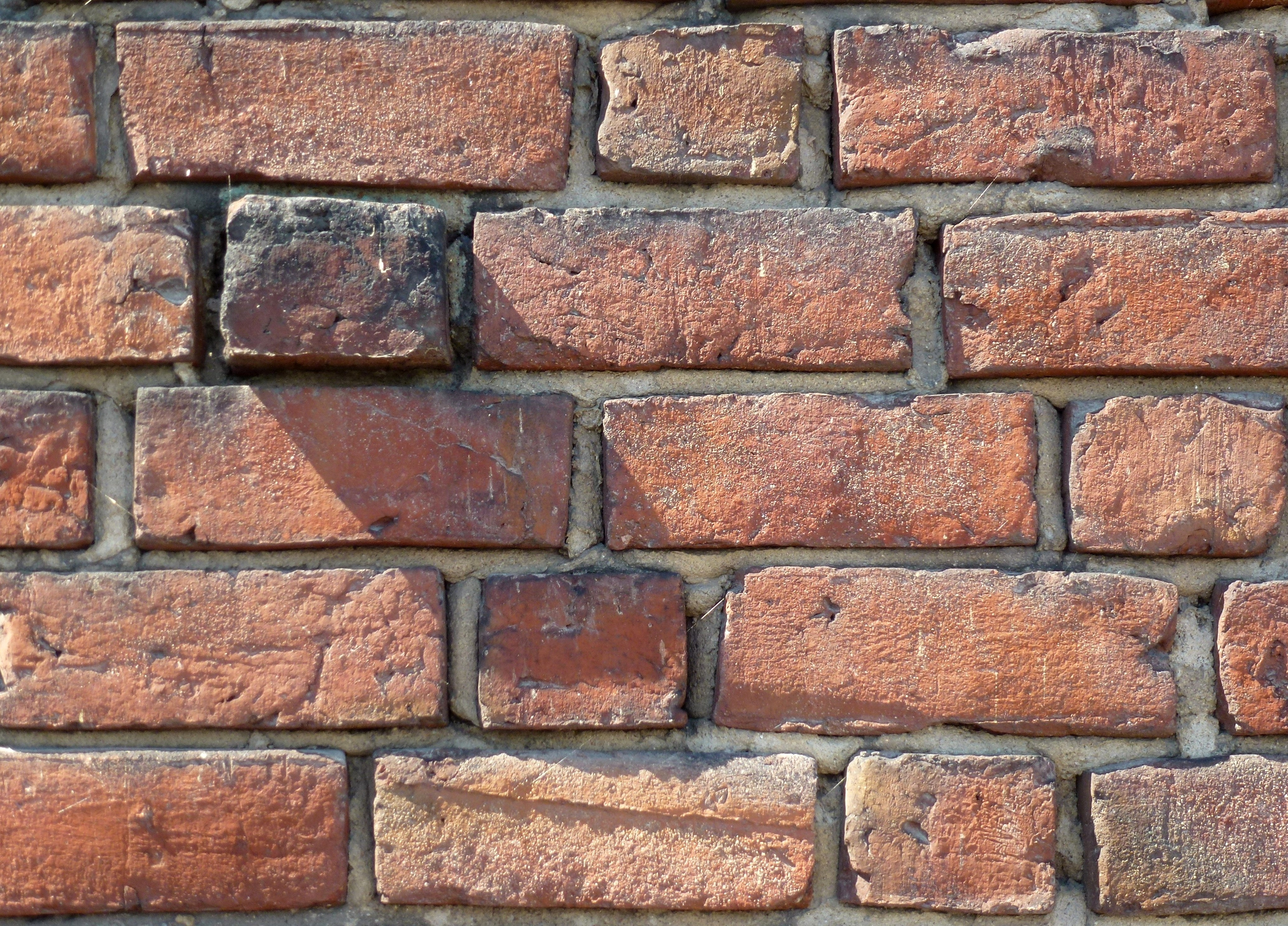
Tegelfasad på Stockholms Stadshus, murning är munkförband, måtten är 270 x 130 x 95 mm.

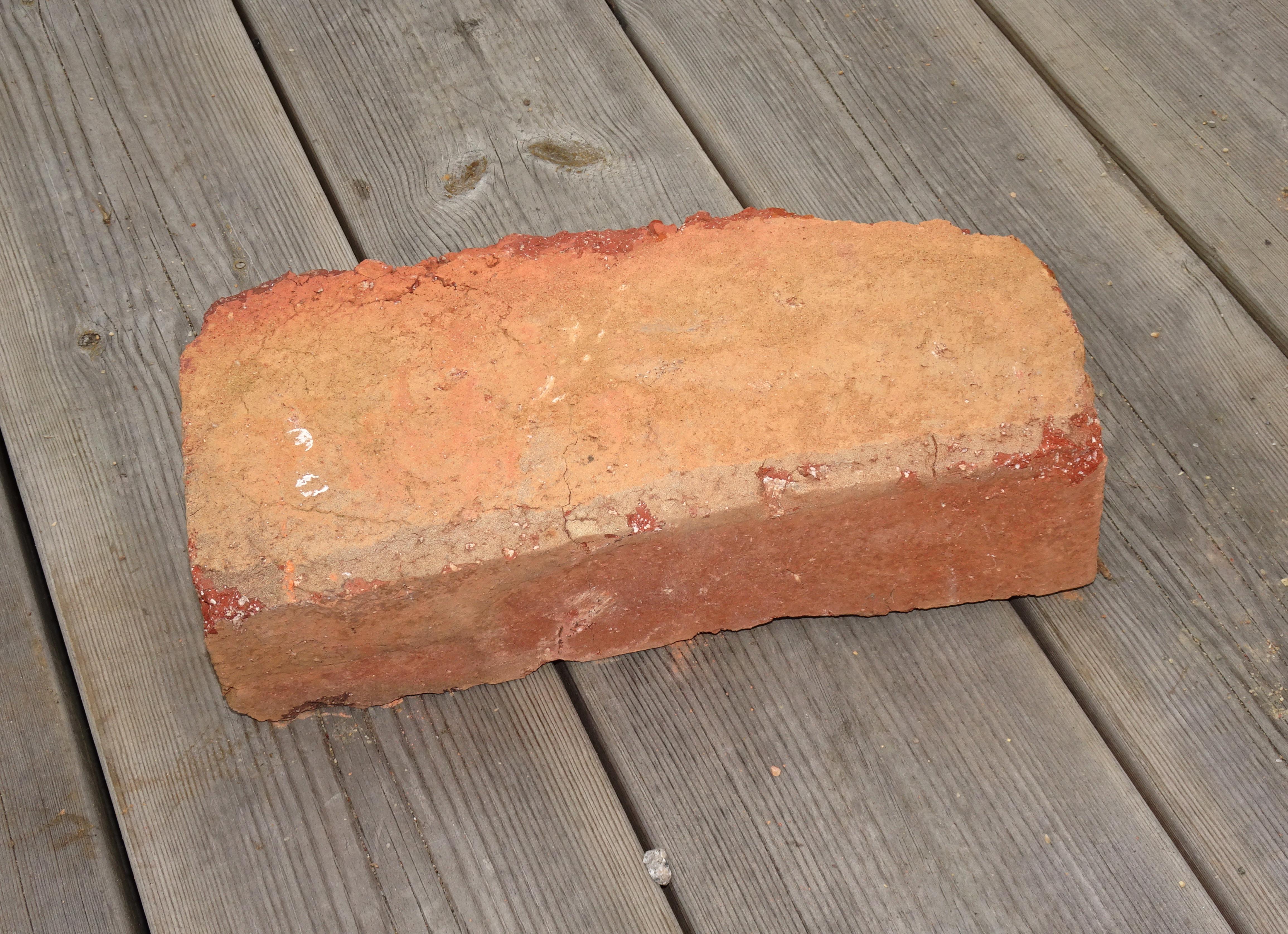
Stortegel (fulltegel) från Lövsta tegelbruk, måtten är 300 × 145 × 74 mm.

Tegelsten har sedan urminnes tider använts som byggnadsmaterial för murar, pelare och valv inom husbyggnader för olika ändamål. Åt murteglet har alltid getts parallellepipedisk form, med i forntiden under romartiden ganska stora mått å längd och bredd upp till 40–50 centimeter, men en tjocklek av endast 4–5 cm. För att få bättre förband mellan de olika stenarna (se Mur) och för att lättare kunna variera planmåtten på en mur, har man i nutiden övergått till mindre mått på stenen samt gett den en bredd av ungefär halva längden. Tjockleken har sedan anpassats därefter på olika sätt.

## Användning
Av murtegel förekommer för olika användning flera olika slag, såsom klinker, eldfast tegel (chamottesten), fasadtegel, förbländertegel, vanligt murtegel, håltegel (däri inbegripet fasontegel), poröst tegel, fulltegel med mera.
Flamtegel=Innermurtegel=Bakmurningstegel är en sämre (och billigare) sortering av tegel, ofta flammig till färgen som användes för väggar som var avsedda att putsas.
Om tegel bränns till fullständig sintring, uppstår så kallad klinker, som har största möjliga styrka och täthet samt ringa vattenabsorptionsförmåga. Dylikt tegel används till byggnadsarbeten i eller under vatten eller till mycket starkt belastade murar, men mest i form av plattor till golv, trottoarer och dylikt, på grund av dess stora motståndsförmåga mot stötar och nötning.
Eldfast tegel som bereds av eldfast lera med smältpunkt över 1580 oC kan fås att motstå mycket höga temperaturer och används därför till ugnsbeklädnader och dylikt.
Vanligt murtegel blir alltefter bränningsgraden lösbränt, medelbränt eller hårdbränt och motsvarar i samma mån allt större fordringar på styrka och väderbeständighet, det vill säga motståndsförmåga mot atmosfärens inverkan genom vattendränkning och frysning, liksom mot inverkan av eld och vatten. 
Håltegel började tillverkas för att underlätta torkning och minska vikten. Tillverkningen sker genom strängpressning. Hålen kan vara kvadratiska, rombiska, rektangulära eller runda. År 1943 började håltegel tillverkas i stor skala i Sverige. Luftkanalerna i stenen har även en värmeisolerande effekt.

### Fasadtegel
Fasadtegel skall ha en jämn färg och får ej vara flammiga. Mälardalen och Skåne svarade 1949 tillsammans för 90,8% av landets fasadtegelproduktion. Detta år kom 91% av fasadtegelproduktionen i Mälardalen(Stockholms- Uppsala-, Södermanlands- och Västmanlands- län) från åtta tegelbruk, nämligen Bergsbrunna tegelbruk, Brogårds tegelbruk, Husby tegelbruk, Lina tegelbruk, Röbo tegelbruk, Sala tegelbruk S:t Erik tegelbruk och Vittinge tegelbruk. Samma år kom 66,4% av Skånes fasadtegel från fem tegelbruk: Helsingborgs Ångtegelbruk, AB Lomma tegelfabrik, Minnesbergs tegelbruk, Veberöds nya tegelbruk och Tjustorps tegelbruk.

### Porösa Tegel
Porösa tegel även kallade lättmurtegel med densitet 1,2-1,6 är som särskilt gjorts mera poröst genom inblandning av sågspån används till lättare mellanväggar eller utbyggnader på fasader och dylikt.  Blev godkända av Stockholms byggnadsnämnd år 1928. Porösa tegel med densitet på 1,2-1,4 har tillverkats av några tegelbruk i Sverige. År 1936 tillverkades i Sverige ca 6 miljoner tegel med densitet 1,4 och ca 15 miljoner tegel med densitet 1,2 i Sverige. Den största tillverkaren var Sala Tegelbruk. 

### Övriga tegel
Utom ovannämnda variationer av tegel förekommer andra produkter, som ofta gå under benämningen tegel, såsom slaggtegel, asktegel och kalksandsten med flera.

## Egenskaper Fordringar

### Densitet
Densiteten för murtegel varierade en del beroende på leran och bränningsgrad. Exempel för medelbränt tegel: Bergsbrunna tegelbruk 1,72, Hillevikens Tegelbruk 1,80, Kiholms tegelbruk 1,80, Tenggrenstorp tegelbruk 2.00, och exempel på hårdbränt tegel: Kiholms tegelbruk 2,13. 

### Fordringar
De fordringar som bör uppställas på ett fullgott murtegel är att det är väl genombränt och vid slag med hårt föremål ger en ren klang, att det har plana ytor och raka kanter, att det visar en likformig och finkornig struktur om man bryter det, att massan ska vara fritt från kalk- och stenstycken, lerbollar och dylikt, att icke uppta mer än 16 procent av sin vikt vatten samt att hastigt uttorka, att av atmosfärens påverkan varken förvittra eller ge utfällningar av salter, samt att icke förstöras genom påverkan av eld och vatten. År 1931 kom Svenska Teknologföreningen ut förskrifter angående standardformat, tryckhållfasthet, måttavvikelser och frostbeständighet för murtegel.
Tryckhållfasthet
Tryckhållfastheten för murtegel beror på bränningstemperaturen samt lerans fysikaliska och kemiska sammansättning. Tryckhållfastheten ligger i allmänhet inom intervallet 187-711 kp/cm2  För tegel från Slottsmöllans tegelbruk anges 200 för handslaget tegel respektive 400 för maskintillverkat. År 1959 kom en del tegelbruk upp i över 420 kp/cm2 i tryckhållfasthet, samtliga tegelbruk i Malmöhus län samt exempelvis Sköldinge tegelbruk, Säffle tegelbruk Vara tegelbruk.
Tryckhållfasthetsklasser:
År 1919 150-200, 200-300 och 300-   kg/cm2
År 1959: 240, 300, 360 och 420 kg/cm2.
År 1985: 25, 35, 45 och 60 MPa.

## Mått och märkning

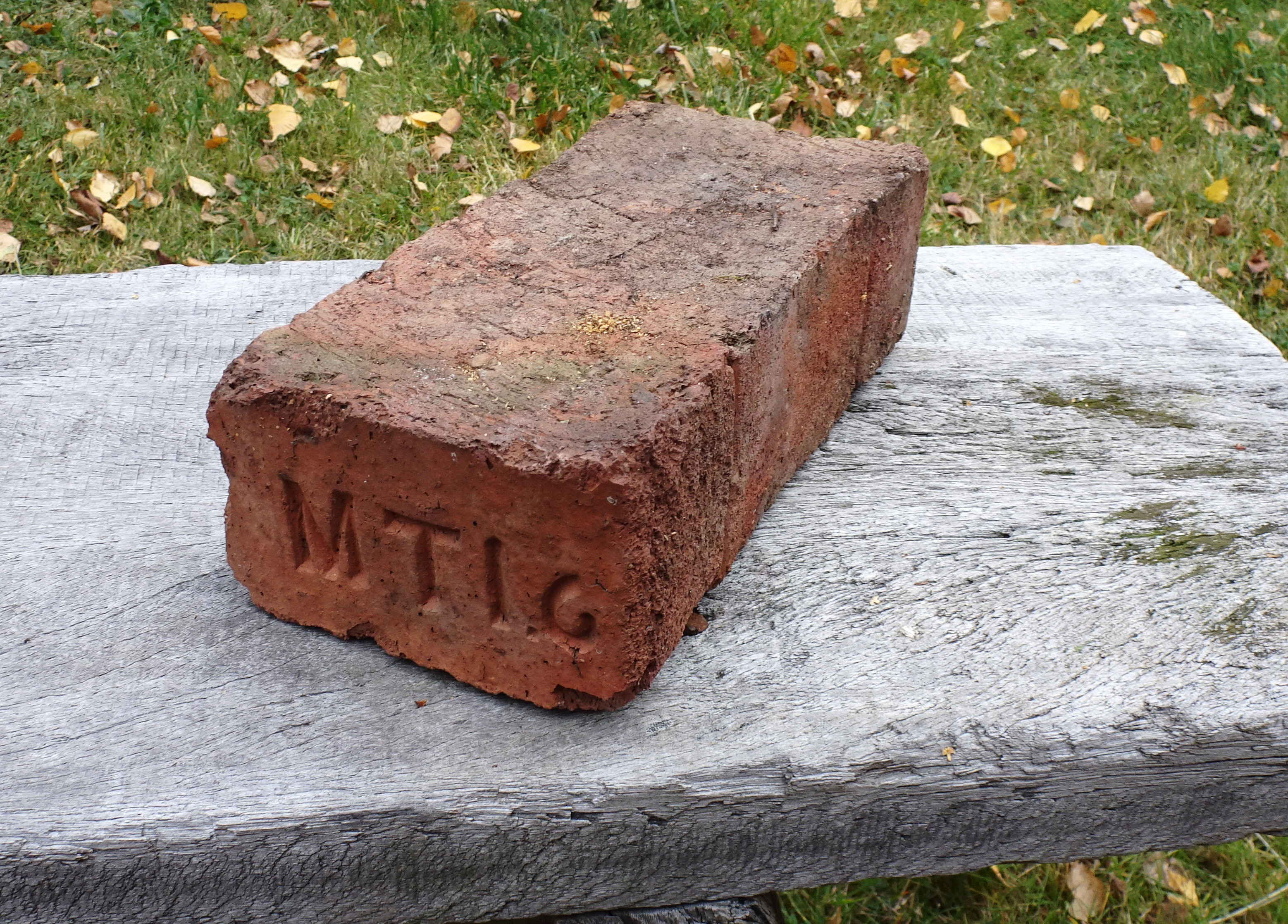
Fulltegel från Lerviks tegelbruk märkt "MT 1.6" som står för Mälardalens Tegelbruk.

Måtten på tegelstenarna har varierat genom åren mellan olika länder och inom olika områden i Sverige. I Preussen standardiserades måttet på en tegelsten år 1870  och i Danmark år 1896. På många tegelformat som funnits i Sverige, Danmark, Tyskland, Holland och Österrike gäller att två gånger bredd plus en fog på 10 mm ger tegelstenens längd.

### Sverige
Enligt en kungörelse från år 1691 skulle tegel som infördes till Stockholm ha måtten 11 5/8 x 5 5/8 x 3 verktum,det vill säga 288 × 139 × 74 mm. Detta format har ända till omkring år 1930 varit det dominerande i Mellansverige och Norrland och gick under benämningen stortegel eller 12-tums tegel.
I Preussen blev formatet 250 x 120 x 65 mm standardformat år 1870. De flesta tegelbruken i Sydsverige kom att använda detta format. Formatet 230 x 110 x 65 mm härstammar från Kiel i Tyskland, och formatet 235 x 115 x 55 mm härstammar från Norge. Endast några få tegelbruk i Sverige har tillverkat tegel av dessa två format. Formatet 240 x 115 x 63 mm är ett tyskt riksformat, och ett antal tegelbruk på den svenska västkusten använde detta format. Det danska formatet 228 x 108 x 54 mm har använts av ett fåtal tegelbruk i Skåne (Ven och Glumslöv).
Formatet 250 x 120 x 75 mm torde ha uppkommit som en kombination av stockholmsformatet och det preussiska formatet. Under 1920- och 1930-talen gick de flesta bruken i Mellansverige över till detta formatet.
År 1920 hade 28,1% av det tillverkade murteglet i Sverige måttet 300 x 145 x 75 mm och 52,4% måttet 250 x 120 x 65 mm.
År 1937 tillverkades i Sverige tegelstenar med följande mått: (procentandelen för varje sort anges)
- 250 x 120 x 65 mm 40,5% (blev svensk standard 1931)
- 250 x 120 x 75 mm 40,3% (blev svensk standard 1931)
- 230 x 110 x 62 mm 10,0% (blev svensk standard 1931)
- 300 x 145 x 75 mm 6,1%  (blev svensk standard 1931)
- 240 x 115 x 63 mm 2,6%
- 230 x 110 x 65 mm 0,6%[14] De som är markerade med fet stil blev svensk standard år 1931.

År 1955 var 97% av stenen av formaten 250x 120 x 65 mm och 250 x 120 x 75 mm.
År 1961 var procentandelarna följande: 250x120x65 56,4%, 250x120x75 29,9%, "20-tegel" 9,5%, 250x120x85 1,3%, övriga format 2,9%.
Under andra halvan av 1900-talet tillkom flera andra tegelformat 250x120x50mm, samt så kallat "beklädnadsformat" 250x60x62mm,  så kallat "modultegel" 287x87x87mm och 287 x 87 x 62 mm.  
"20-tegel" tillverkades i formaten 200x140x65, 200x140x75mm och 200x140x85 avsett för innerväggar tillverkades i ett antal av ca 33 miljoner år 1962.
På Stockholms Stadshus användes specialmåttet 270 x 130 x 95 mm och murning i munkförband. Enligt stadshusarkitekten Ragnar Östberg var förebilden ett tegel som 1909 hittades vid utgrävningar utanför Stockholms slott och som antogs härstamma från det gamla Slottet Tre kronor.
Håltegel kan avse olika produkter:
- Tegelstenar med hål i. Vanliga typer av håltegel i Sverige är 19-hålstegel, 78-hålstegel och gittertegel (rombiska hål) med samma mått som fulltegel. Fournierförbländer tillverkas ofta som håltegel.
- Stora ihåliga byggblock för bjälklag och väggar. Exempel kahntegel med måtten 300 x 300 x 150 mm eller 300 x 300 x 200 mm, bremertegel med måtten 250 x 250 x140, båda avsedda för utfyllning i armerade betongbjälklag, samt så kallat boktegel som användes till mellanväggar.

På äldre murtegel (1930- till 1960-talet) finns brukets märkning exempelvis MT 1.6. MT står för Mälardalens Tegelbruk medan 1.6 anger viktbeteckningen, i detta fall 1,41 - 1,60 volymvikt kg/dm³. Ett fulltegel med denna beteckning klarade en minsta tryckhållfasthet på 180 kg/cm². Viktbeteckningar fanns i form av 1.2, 1.4, 1.6 och 1.8, senare ändrade till 1,3, 1,5, 1,7 och 1,9.

### Andra länder (aktuella mått i millimeter, urval)

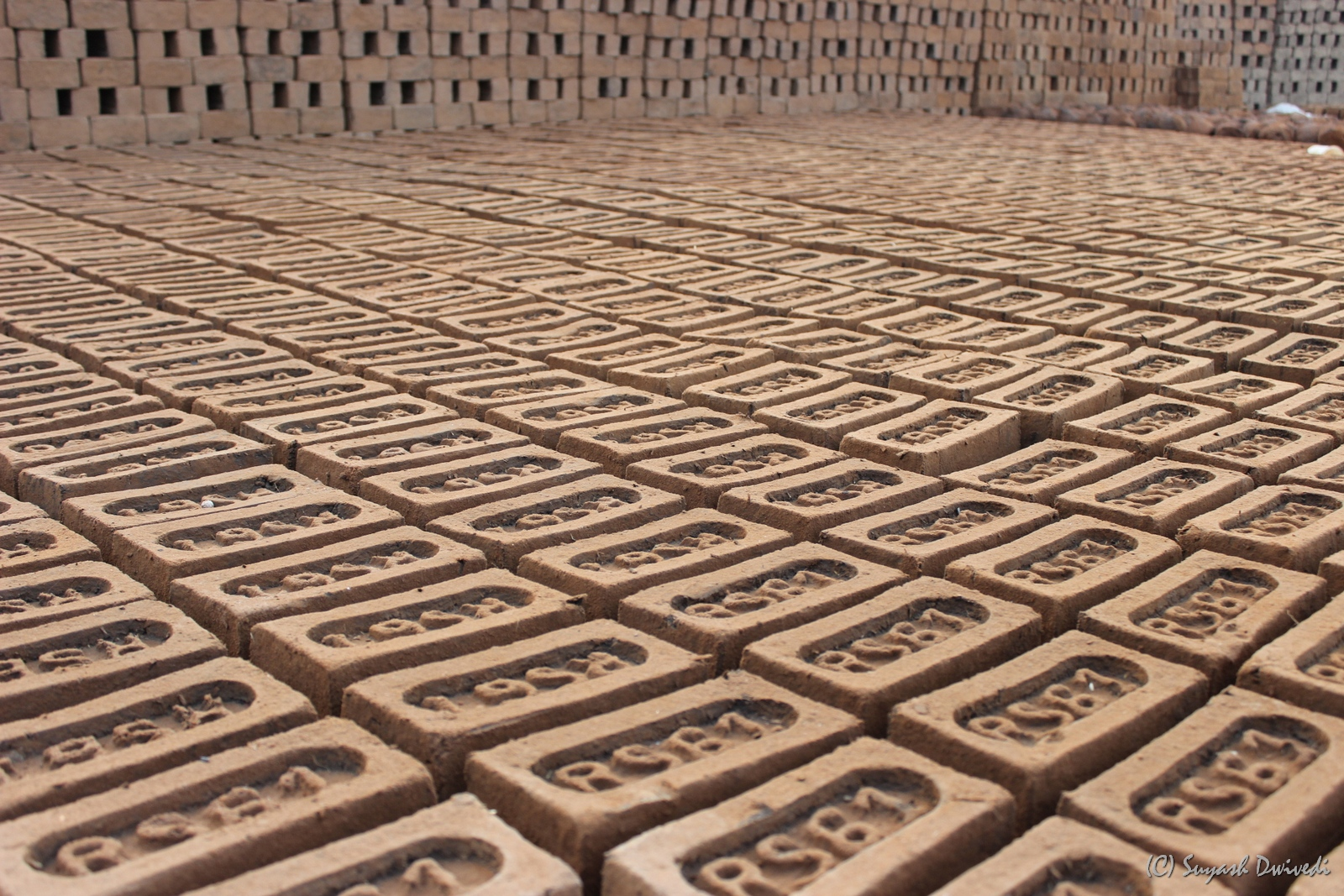
Indiska råtegel på tork.

Nästan alla länder har egna tegelmått och även flera alternativa dimensioner som följer inhemsk standard. Måtten på murtegel i EU-länderna är inte standardiserade.
- Danmark: 228 × 108 × 54 Standard sedan år 1896.
- Norge: Nu 228 x 108 x 62. Förr 235x115x55.[7]
- Finland: 270 x 130 x 70mm.[20]
- Estland: 270 x 130 x 70 och 270 x 130 x 60.[21]
- Tyskland: NF 240 x 115 x 71, RF 240 x 115 x 63, DF 240 x 115 x 52. Preussen normalformat år 1870 250x120x65.[7], Kielformat 230 x 110 x 65.[9]
- Österrike: Nu 250 x 120 x 65. Gammalt normalformat 290x140x65mm
- Schweiz: 250 x 120 x 60
- Storbritannien: 215 x 102,5 x 65 Gammalt normalformat 229x111x68mm.[7]
- Frankrike: 215 x 110 x 55
- Nederländerna: WDF 210 x 100 x 65 och WF 210 x 100 x 50.  Gammalt normalformat 220x105x50.[7]
- Ryssland: 250 x 120 x 65
- USA: 194 × 92 × 57 Gammalt normalformat 203 x 95 x 57mm(8 x 3 3/4 x 2 1/4 tum)[22]
- Indien: 228 × 107 × 69
- Sydafrika Nu 222 x 106 x 73. Gammalt normalformat 9 x 4 3/8 x 3 tum.[23]

## Fasadtegel

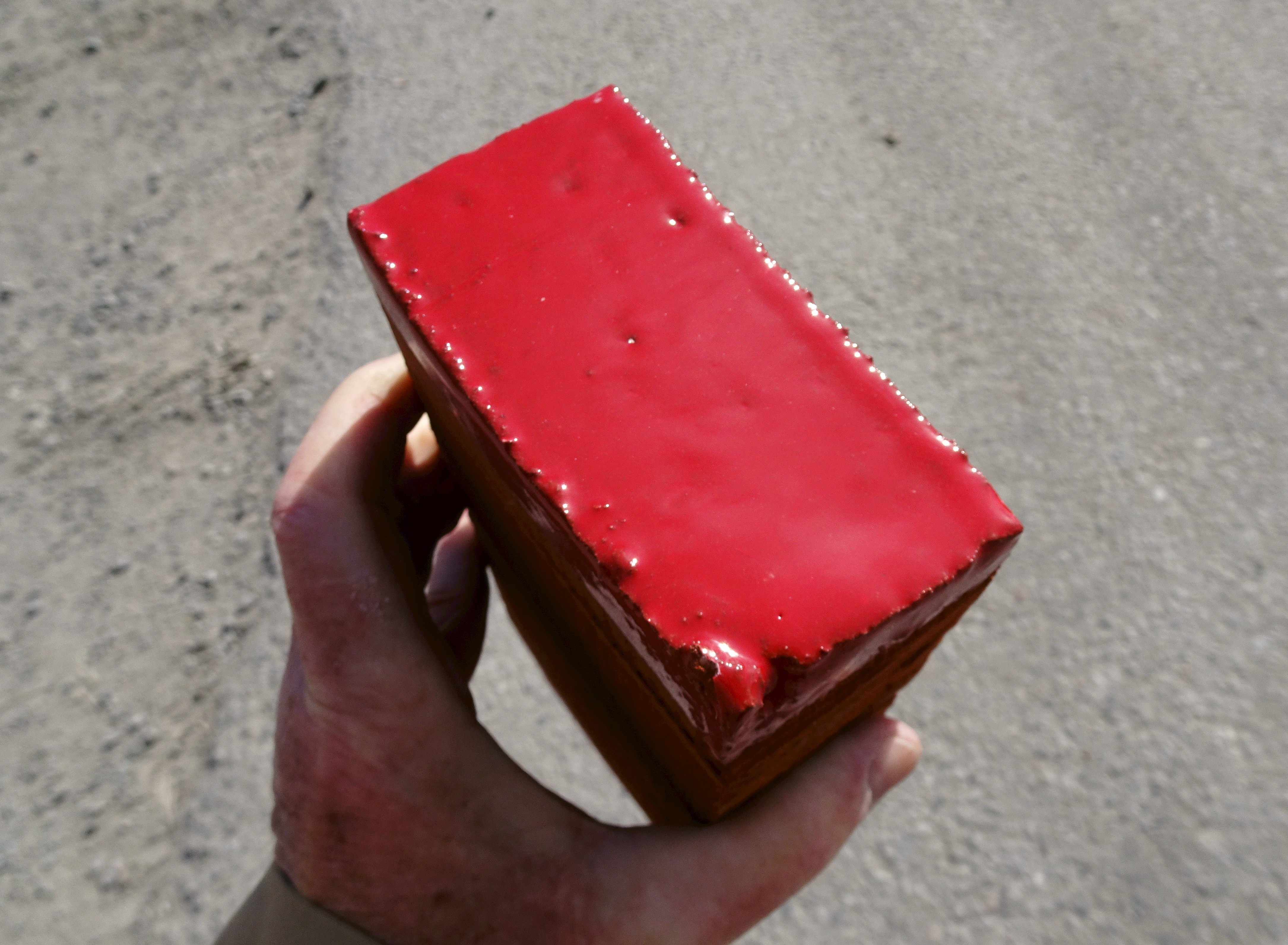
Klarrött glaserat tegel (koppsidan) för ett bostadshus i kvarteret Muddus.

Fasadtegel används som namnet antyder på fasader med synliga ytor. Till användning kommer både fulltegel och håltegel. Enligt normerna skall fasadtegel vara frostbeständigt. Det ställs även utseendekrav, bland annat att minst en löpyta (som blir synligt) skall vara fria från skador. Fasadtegel tillverkas dels genom handslagning (fulltegel), dels genom maskinslagning (fulltegel) eller genom strängpressning (fulltegel eller håltegel). 

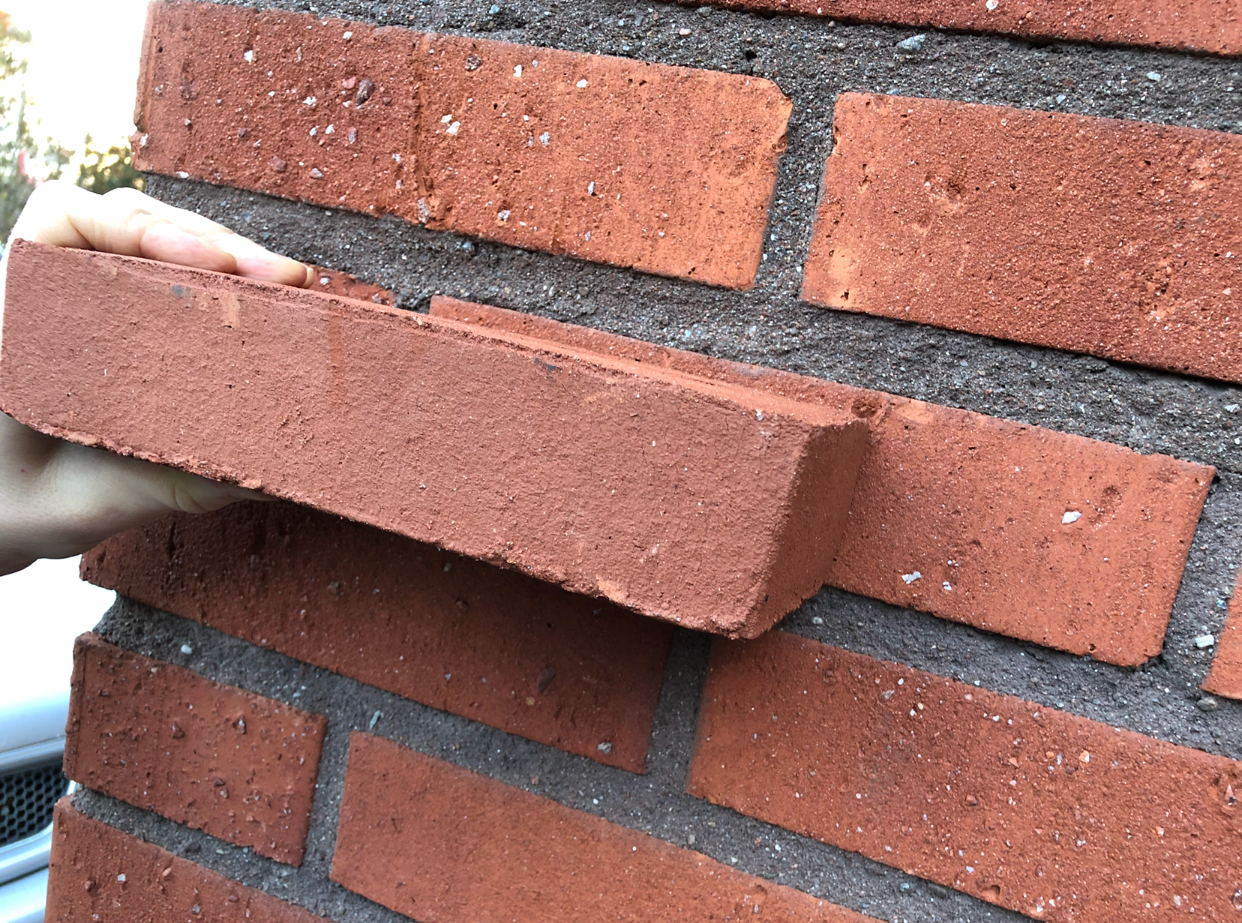
Rött tegel på en husvägg.

Fasadtegel sorteras efter färg och bränningsgrad. Rött tegel förekommer från ljust rosa till mörkt brun och gult tegel kan variera mellan ljust gult till gulgrönt och faktiskt helt grönt. En specialvariant är glaserat fasadtegel som används för effektränder vid mönstermurning eller för hela fasader. Både färg och ytbehandling har skiftat mycket över tiden. Minst 95 procent av allt tegel klassas idag som fasadtegel. En tunn tegelsten (med spikhål) och som kan spikas på fasaden är chicagoförbländern.

### Fasadtegel yta
På 1950-talet blev det vanligt att ge fasadtegel olika ytbehandlingar som sandat, borstat, spånat, chamotterad, valsat eller räfflat (både vertikal och horisontell räffling förekom). En del tegelbruk tillverkade bara en typ. Några exempel: Borstad: Fyledalens tegelbruk.Sandad: Tenggrenstorp tegelbruk, Sköldinge tegelbruk, Ådalen Tegelbruk. Räfflad: Börringe tegelbruk, Knottrig: AB Bohustegel Munkedal, Chamotterad: Broby Tegelbruk Ekskogen. Vissa tegelbruk tillverkade både obehandlad, borstad och räfflad fasadtegel. Exempelvis:
 AB Lomma tegelfabrik, Gåvetorps tegelbruk, Högs tegelbruk, Minnesbergs tegelbruk , Rögle Tegelbruk, Östra Grevie tegelbruk, AB Hercules. Ett extremt exempel på många sorter av fasadtegel i Danskt normalformat är Randers Tegl i Danmark som tillverkar hela 77 olika kombinationer av färger och ytbehandling.

## Bildgalleri

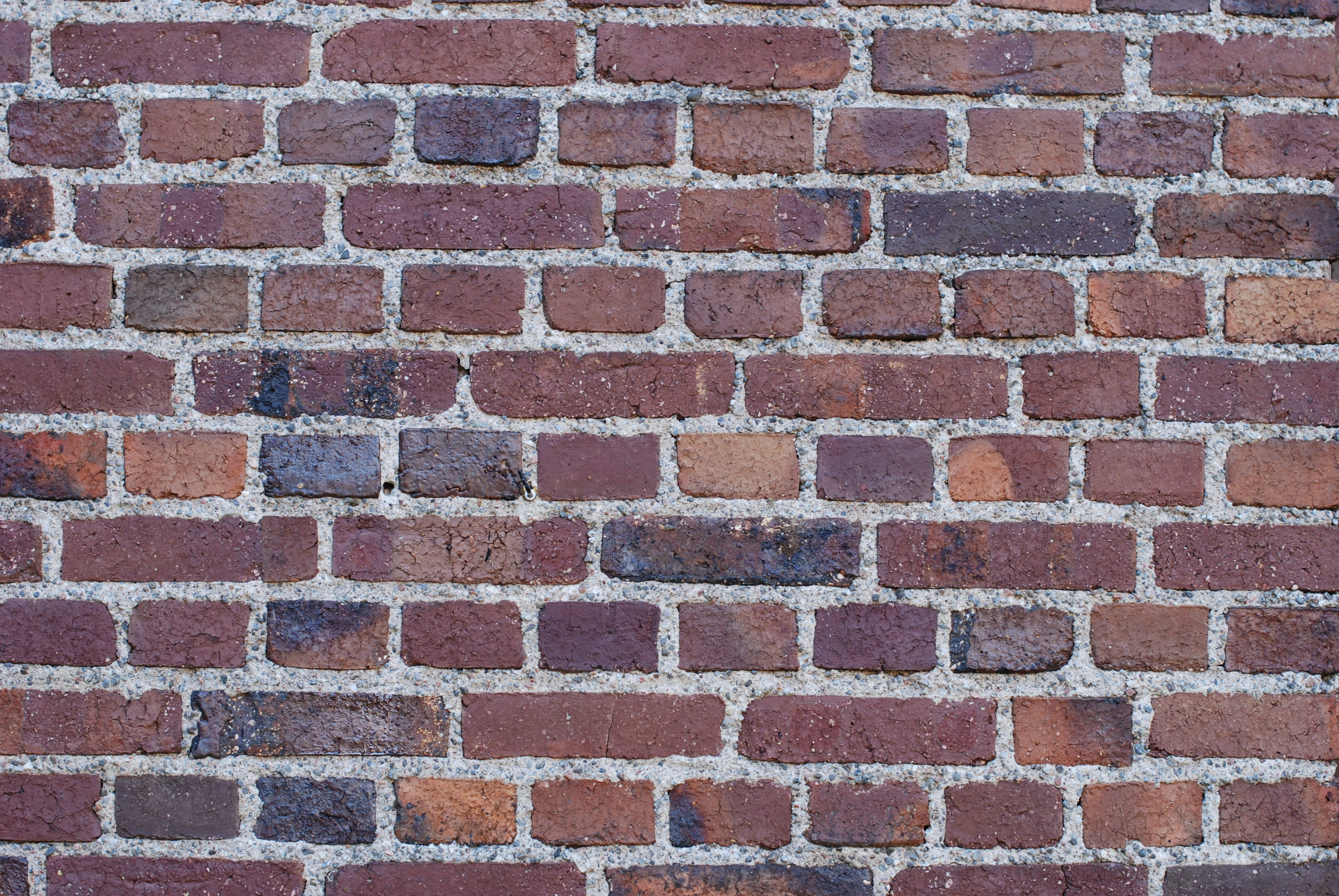
Helsingborgstegel, S:t Tomas kyrka, Vällingby
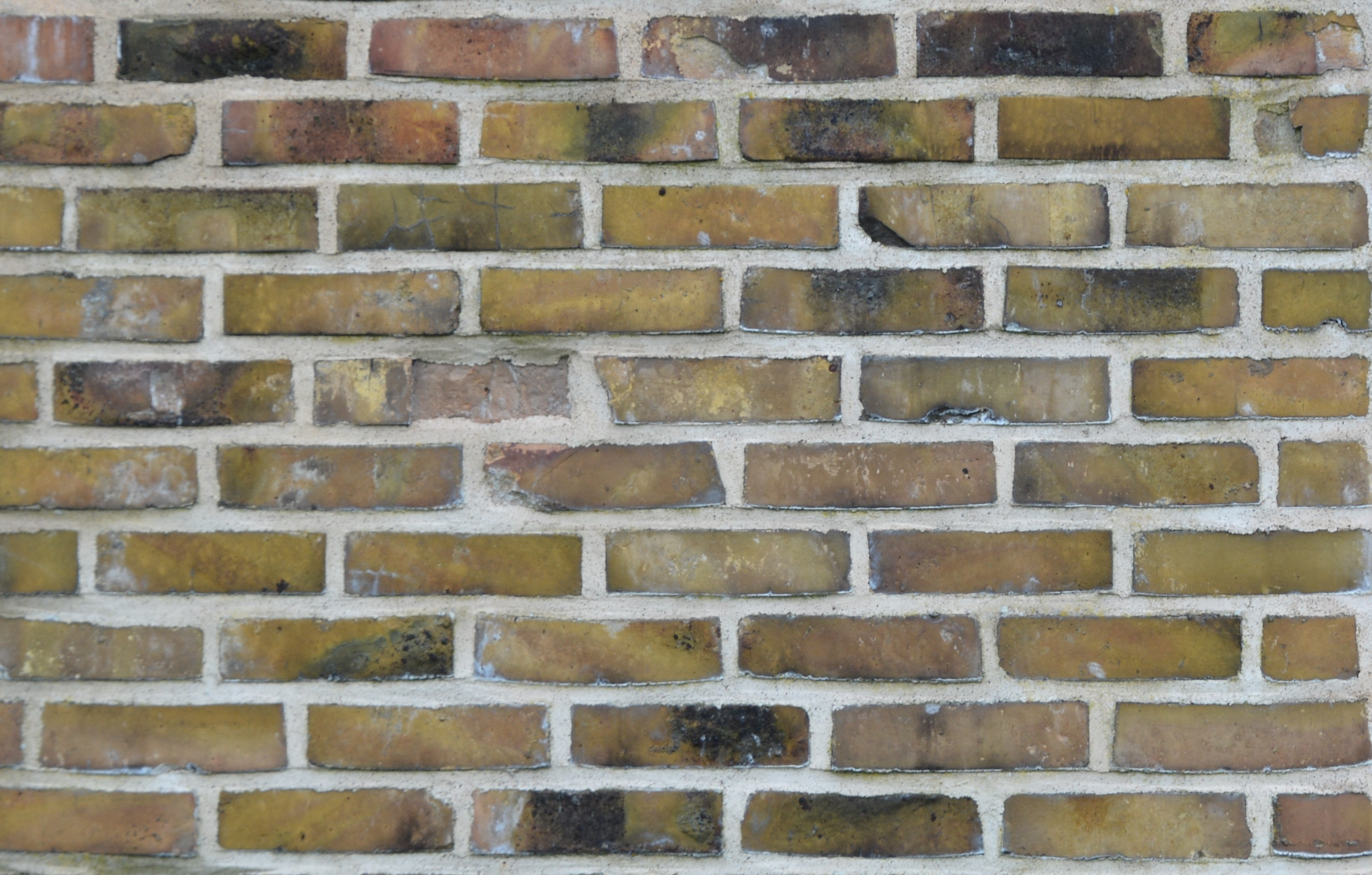
Rydebäckstegel
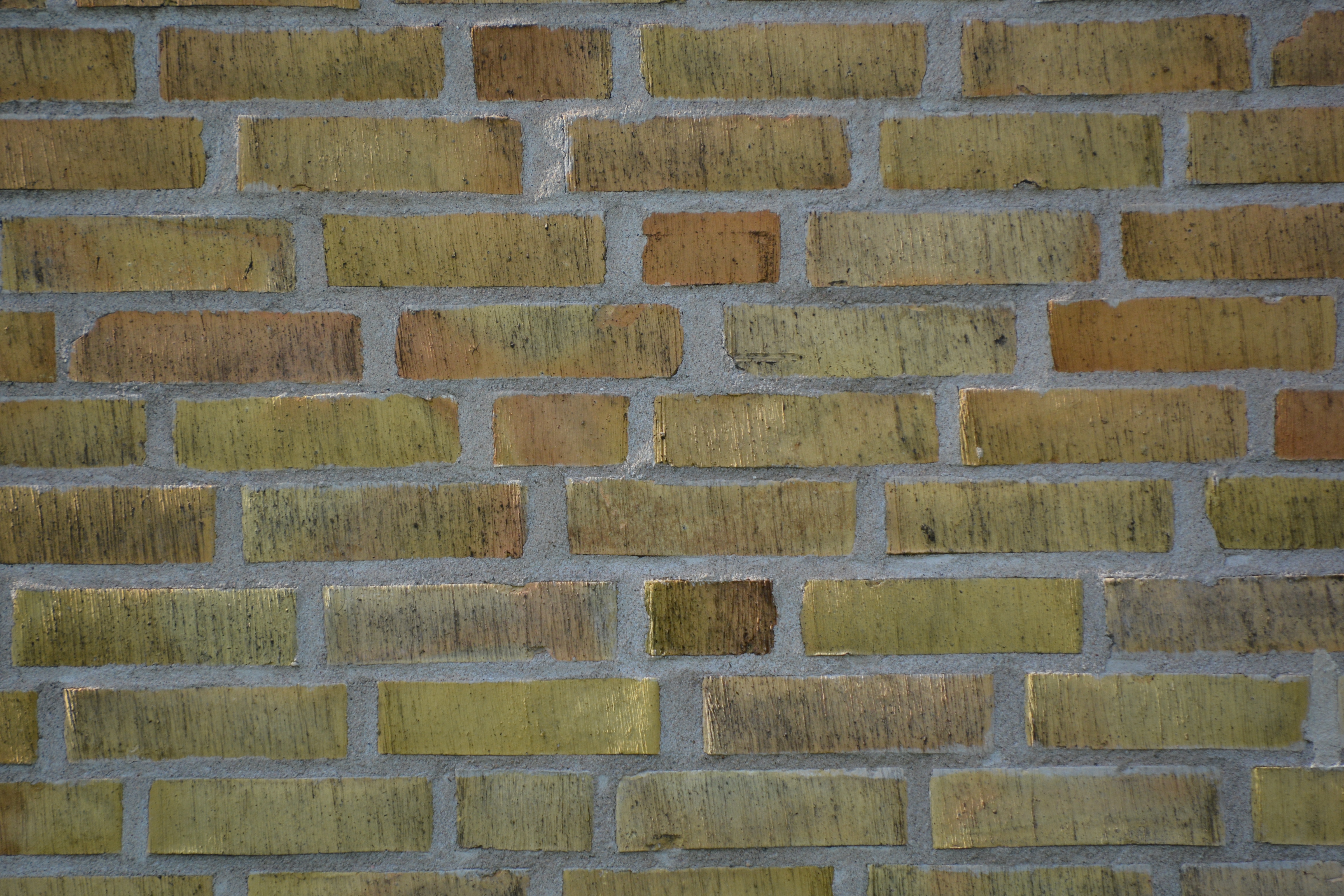
Lommategel